# Puortame a cammenà
Puortame a cammenà è un album musicale della cantante napoletana Maria Nazionale, pubblicato nel 2008. Oltre al singolo "Core Mio", di cui vi sono due versioni incluse, l'album contiene anche un duetto in lingua spagnola - "Olvidame".

## Tracce
1. Core Mio (3:28)
2. Si t'annascunne (3:18)
3. Puortame a cammenà (4:12) autore e compositore Pippo Seno e Nico Di Battista
4. Quanno è Primavera (4:06)
5. Nnammurata a Metà (4:07)
6. Stella Bella Stella (4:10)
7. E Parlamene Ancora (4:19)
8. Olvidame (3:35)
9. 'A Luna (3:31)
10. Pazza 'e te (4:18)
11. Core Mio (Extended) (3:56)